# Ferenc Batthyány
 (mai 2025).
Si vous disposez d'ouvrages ou d'articles de référence ou si vous connaissez des sites web de qualité traitant du thème abordé ici, merci de compléter l'article en donnant les références utiles à sa vérifiabilité et en les liant à la section « Notes et références ».
Ferenc Batthyány de Németújvár (1497-1566), est un magnat et général hongrois. Il fut notamment ban de Croatie, de Dalmatie et de Slavonie de 1522 à 1526 puis, en tant que partisan du roi Ferdinand Ier, de 1527 à 1531.

## Biographie
Il est le fils de Boldizsár Batthyány (fl. 1452-1520) et de Ilona Greben (fl. 1480-1505).
Persona grata à la Cour, il est chambellan sous le règne de Vladislas IV puis est nommé Grand échanson du royaume. Il combat György Dózsa en 1514 lors du soulèvement paysan et joue un rôle important dans la répression.
Il participe à la guerre hongro-turque (1522-1526) comme ban de Croatie, de Dalmatie et de Slavonie , avec János Karlovics. En 1525 , il défend victorieusement Jajce et reçoit, pour ses mérites, le domaine de Németújvár dont il prend le nom. Il participe, comme főispán de Pozsony, à la bataille de Mohács (1526) où il commande l'aile droite hongroise avec 4.000 hommes (3.000 cavaliers et 1.000 fantassins).
Il participe après la défaite de Mohács au sacre de Jean Zapolya à Székesfehérvár.
Pendant son séjour en Croatie il se brouille avec Kristóf Frangepán, allié de Szapolyai. En réaction Batthyány passe du côté de l'archiduc Ferdinand d'Autriche, futur roi Ferdinand Ier, et se bat contre Szapolyai lors de la campagne hongroise (1527–1528) de l'archiduc, et contre les Turcs.
Il reçoit de Ferdinand les villes de Liptóújvár et Szolnok. Il est à nouveau ban de Croatie, Dalmatie et Slavonie de 1527 à 1531, ainsi que főispán de Vas jusqu'en 1534.
Lors de l'assemblée de 1547 il joue un rôle important dans l'autorisation faite aux Habsbourg d'hériter de la couronne de saint Étienne.
Il meurt sans descendance le 28 novembre 1566.